# Enes Eser
Enes Eser (* 16. Juni 1990 in Bucak) ist ein türkischer Fußballspieler, der für Fethiyespor spielt.

## Karriere
Eser begann mit dem Vereinsfußball in der Jugend von Bucak Belediye Oğuzhanspor und wechselte 2008 in die Jugend von Antalyaspor. Nachdem er bei Antalyaspor keinen Profivertrag angeboten bekommen hatte, kehrte er 2010 zu Oğuzhanspor zurück und begann hier als Amateurspieler zu spielen. 2011 wechselte er dan innerhalb der Bölgesel Amatör Lig (dt.: Regionale Amatör Ligi) zu Denizli Konakspor.
Im Sommer 2012 verpflichtete der Zweitligist Denizlispor Eser und setzte ihn fast ausschließlich in seiner Reservemannschaft ein. Lediglich bei einer Ligabegegnung absolvierte Eser sein Zweitligadebüt.
In der Sommertransferperiode 2013 wechselte Eser innerhalb der TFF 1. Lig zu Fethiyespor an.